# Short track vid olympiska vinterspelen 2018
Short track vid olympiska vinterspelen 2018 arrangerades i Gangneung ishall i Pyeongchang i Sydkorea. Totalt avgjordes 8 grenar.

## Medaljsammanfattning
Damer
| Gren                             | Guld                                                       | Guld     | Silver                                                                 | Silver   | Brons                                                                             | Brons         |
| 500 meter Detaljer...            | Arianna Fontana Italien                                    | 42,569   | Yara van Kerkhof Nederländerna                                         | 43,256   | Kim Boutin Kanada                                                                 | 43,881        |
| 1 000 meter Detaljer...          | Suzanne Schulting Nederländerna                            | 1.29,778 | Kim Boutin Kanada                                                      | 1.29,956 | Arianna Fontana Italien                                                           | 1.30,656      |
| 1 500 meter Detaljer...          | Choi Min-jeong Sydkorea                                    | 2.24,948 | Li Jinyu Kina                                                          | 2.25,703 | Kim Boutin Kanada                                                                 | 2.25,834      |
| Stafett, 3 000 meter Detaljer... | Sydkorea Shim Suk-hee Choi Min-jeong Kim Ye-jin Kim A-lang | 4.07,361 | Italien Arianna Fontana Lucia Peretti Cecilia Maffei Martina Valcepina | 4.15,901 | Nederländerna Suzanne Schulting Yara van Kerkhof Lara van Ruijven Jorien ter Mors | 4.03,471 0VR0 |

Herrar
| Gren                             | Guld                                                            | Guld          | Silver                                         | Silver   | Brons                                                             | Brons    |
| 500 meter Detaljer...            | Wu Dajing Kina                                                  | 39,584 0VR0   | Hwang Dae-heon Sydkorea                        | 39,854   | Lim Hyo-jun Sydkorea                                              | 39,919   |
| 1 000 meter Detaljer...          | Samuel Girard Kanada                                            | 1.24,650      | John-Henry Krueger USA                         | 1.24,864 | Seo Yi-ra Sydkorea                                                | 1.31,619 |
| 1 500 meter Detaljer...          | Lim Hyo-jun Sydkorea                                            | 2.10,485 0OR0 | Sjinkie Knegt Nederländerna                    | 2.10,555 | Semjon Jelistratov Olympiska idrottare från Ryssland              | 2.10,687 |
| Stafett, 5 000 meter Detaljer... | Ungern Shaoang Liu Shaolin Sándor Liu Viktor Knoch Csaba Burján | 6.31,971 0OR0 | Kina Wu Dajing Han Tianyu Ren Ziwei Xu Hongzhi | 6.32.035 | Kanada Samuel Girard Charles Hamelin Charle Cournoyer Pascal Dion | 6.32,282 |

## Medaljtabell
| Pl. | Nation                            | Guld | Silver | Brons | Totalt |
| --- | --------------------------------- | ---- | ------ | ----- | ------ |
| 1   | Sydkorea                          | 3    | 1      | 2     | 6      |
| 2   | Nederländerna                     | 1    | 2      | 1     | 4      |
| 3   | Kina                              | 1    | 2      | 0     | 3      |
| 4   | Kanada                            | 1    | 1      | 3     | 5      |
| 5   | Italien                           | 1    | 1      | 1     | 3      |
| 6   | Ungern                            | 1    | 0      | 0     | 1      |
| 7   | USA                               | 0    | 1      | 0     | 1      |
| 8   | Olympiska idrottare från Ryssland | 0    | 0      | 1     | 1      |
|     | Totalt                            | 8    | 8      | 8     | 24     |

### Fotnoter
1. ↑  ”Short track” (på engelska). Pyeongchang 2018 Sport. Arkiverad från originalet den 18 maj 2017. https://web.archive.org/web/20170518083222/https://www.pyeongchang2018.com/en/olympicstory/sports/ice/short-track-speed-skating/view. Läst 1 maj 2017.
2. ↑  Short Track Speed Skating - Ladies' 500m - Finals. pyeongchang2018.com. Läst 13 februari 2018.
3. ↑  Short Track Speed Skating - Ladies' 1,000m - Finals. pyeongchang2018.com. Läst 22 februari 2018.
4. ↑  Short Track Speed Skating - Ladies' 1,500m - Finals. pyeongchang2018.com. Läst 17 februari 2018.
5. ↑  Short Track Speed Skating - Ladies' 3,000m Relay - Finals. pyeongchang2018.com. Läst 20 februari 2018.
6. ↑  Short Track Speed Skating - Men's 500m - Finals. pyeongchang2018.com. Läst 22 februari 2018.
7. ↑  Short Track Speed Skating - Men's 1,000m - Finals. pyeongchang2018.com. Läst 17 februari 2018.
8. ↑  ”Short Track Speed Skating - Men's 1,500 m” (på engelska). Pyeongchang 2018. https://www.pyeongchang2018.com/en/game-time/results/OWG2018/resOWG2018/pdf/OWG2018/STK/OWG2018_STK_C73A_STKM1500M-------------FNL---------.pdf. Läst 10 februari 2018.
9. ↑  Short Track Speed Skating - Men's 5,000m Relay - Finals. pyeongchang2018.com. Läst 22 februari 2018.